# Paraactinoptera danielsi
Paraactinoptera danielsi är en tvåvingeart som beskrevs av Albany Hancock och Drew 2003. Paraactinoptera danielsi ingår i släktet Paraactinoptera och familjen borrflugor. Inga underarter finns listade i Catalogue of Life.